# 学士（法学）
学士（法学）（がくし ほうがく）（L.L.B.）は、日本の学士の学位の一つであって、法学を専攻分野とした者等に授与されるものである。イギリスにおける「Bachelor of Laws」（略記は、「LL.B.」、「LLB」又は「Ll.B.」）に相当するものである。

## 概説
従来、「法学士」（法學士、ほうがくし）という称号であったが、1991年の学校教育法及び学位規則の改正で「学士（法学）」の学位となった。この制度改正に伴い、従前の制度で授与されていた法学士の称号については、学士の学位とみなされることとなった。
大学の法学部法学科（法律学科）などを卒業した場合には、通常はこの学位が授与される。また、独立行政法人大学改革支援・学位授与機構において法学の専攻分野で学位授与申請し審査に合格した場合も同様である。ただし、付記する専攻分野の名称は、各大学の裁量に委ねられているため、法学科等を卒業した場合であっても、括弧書きは「（法学）」以外の場合もありうる。
法学を専攻分野とした学位としては他に、「修士（法学）」、「博士（法学）」及び「法務博士（専門職）」などがある。
| 専攻分野の名称   | 授与している大学等                                      |
| ---------------- | ------------------------------------------------------- |
| 学士（法学）     | 令和2年度当時に132大学以上                              |
| 学士（法律学）   | 令和2年度当時に5大学以上 九州国際大学法学部法律学科など |
| 学士（現代法学） | 東京経済大学現代法学部現代法学科                        |
| 学士（法政策学） | 京都産業大学法学部法政策学科など                        |

## 相当するもの
- 1991年（平成3年）以前の日本：法学士
- アメリカ合衆国：Bachelor of Laws (現行法では廃止)
- 香港：Bachelors of Laws (LL. B.) (英語) / 法學士 (中国語)
- 中華民国：法學士
- イギリス：Bachelor of Laws、Bachelor of Arts in Jurisprudence（オックスフォード大学）、Bachelor of Arts in Law（ケンブリッジ大学）など。